# Marschier oder stirb
Marschier oder stirb (Alternativtitel: In der Wüste ist die Hölle los) ist ein Spielfilm des Regisseurs Dick Richards, gedreht 1977 als britisch/US-amerikanische Koproduktion. Der Film hatte am 8. September 1977 in der Bundesrepublik Deutschland Premiere.

## Handlung
Im Jahr 1918 kehrt eine kleine Gruppe französischer Fremdenlegionäre unter Führung des Offiziers William Foster von den Schlachtfeldern des Ersten Weltkriegs zurück. Wegen der enormen Verluste werden noch am Bahnhof neue Rekruten angeworben, darunter Straftäter und deutsche Kriegsgefangene. Einer der neuen Rekruten ist der mondäne Dieb und Fassadenkletterer Marco Segrain.
In dieser Situation erhält Foster den Auftrag, eine Expedition französischer Archäologen in die marokkanische Wüste zu eskortieren. Zu Frankreichs Ruhm planen sie dort Ausgrabungen an einem alten Grabmal. Da schon zuvor Wissenschaftler bei den Arbeiten verschwunden sind, ist dazu der Schutz der Legion erforderlich. Foster hat zwar Bedenken, gehorcht aber den Befehlen. Auf der Überfahrt nach Marokko lernt Segrain die junge Französin Simone Picard, die Tochter eines der vermissten Forscher, kennen und verliebt sich in sie.
Kurz nach der Ankunft in Afrika trifft der Trupp auf den Widersacher, den Beduinen El Krim. In seiner Karawane führt er die beiden gefangenen Wissenschaftler mit, die er zuvor geblendet hat. Foster tötet die beiden Gefangenen, interpretiert die Absichten El Krims aber nicht richtig, da er dessen Feindschaft in religiösen Sentiments wegen der Grabschändung begründet sieht.
Nach Ankunft im Fort beginnt die harte Ausbildung der Rekruten zu Legionären, die maßgeblich durch lange Gewaltmärsche durch die Wüste geprägt ist. Entsprechend dem Motto „Marschier oder stirb!“ soll dabei einer der Rekruten in der Wüste zurückgelassen werden, da er das Tempo nicht halten kann. Segrain rettet diesen Mann und schafft ihn tatsächlich ins Fort zurück. Dafür jedoch wird er mit Pranger bestraft.
Nach einiger Zeit brechen die Soldaten zu einem halb verschütteten Tempel mitten in der Wüste auf. Die Legionäre errichten einen niedrigen Wall aus Sandsäcken zur Verteidigung. Bald entdecken die Wissenschaftler zufällig die Grabkammer und heben den Sarkophag. Foster sperrt die beiden in der Kammer ein und bringt zwischenzeitlich den Sarkophag ins Lager der Beduinen. Damit hofft er, El Krim besänftigen zu können. Doch muss er einsehen, dass El Krim die vorgebliche Störung der Totenruhe nur als Vorwand benutzt, um die verschiedenen Stämme unter seinem Kommando zu vereinen.
So kehrt der Trupp zum Tempel zurück und wartet auf den Angriff, der tatsächlich bald beginnt. Dank überlegener Waffen können die Legionäre einige Angriffswellen zurückwerfen, doch bald machen sich die zahlenmäßige Überlegenheit und die unvollständige Verschanzung bemerkbar. Schließlich überrennen El Krims Leute trotz massiver Verluste die Ausgrabungsstätte. Foster und viele Legionäre finden dabei den Tod, doch lässt El Krim einige Soldaten entkommen (darunter Marco Segrain), um seine Überlegenheit in der Welt bekannt zu machen.
Simone Picard reist ab und hat alles für eine Abreise zu zweit mit Marco Segrain geplant. Doch es kommt anders: Segrain bleibt als Ausbilder in der Legion, um weiter gegen El Krim kämpfen zu können, wobei er sein Auftreten dem des gefallenen Foster angleicht.

## Kritik
„Das aufwendige, eindrucksvoll fotografierte Spektakel ist ein nach allen Regeln amerikanischer Kinokunst gefertigtes Kriegsabenteuer und Durchhalteepos großen, aber fragwürdigen Formats.“

## Filmfehler
Als die Araber den Verteidigungswall der Legionäre stürmen, sieht man im Schwenk, wie ein extrem weiches Gummibajonett heftig am Gewehr flattert.